# Франтишек Доуда
Франтишек Доуда (чеш. František Douda; Плана на Лужњици, 23. октобар 1908 — Праг, 15. октобар 1990) био је чехословачки атлетичар, специјалиста за бацање кугле и диска. Троаструки је учесник Летњих олимпијских игара:1928. у Амстердаму, 1932 у Лос Анђелесу, 1936. у Берлину, освајач оломиписке медаље и први чехословачки светски рекордер у атлетици.

## Биографија
Франтишек Доуда је био једно од петоро деце фармера у селу на југу Бохемије. У периоду од 1919. до 1927. ишао је у гимназију у Табору. Након завршетка школе радио је у пошти у Праг, а упоредо студирао и дипломирао на Електротехничком факултету Чешког техничког универзитета у Прагу и радио као инжењер Министарства комуникација.

## Спортска биографија
Атлетиком се почео бавити средином двадесетих година прошлог века на основу књига и домаћих копља и диска. Први пут се такмичио са стандардном опремом 1926. и одмах ппоправио чехословачки рекорд. После тога почео је са системском обуком и у мају 1927. освојио је пет дисциплина (копље, диск, кугла, скок увис и скок удаљ) на првенству средњих школа, перформанс који је привукао пажњу спортских клубова у Прагу, па је након завршене средње школе прешао у Праг, радећи као службеник поште.
На првом националном сениорском првенству, Доуда је први пут пребацио 14 метара са куглом и 44 са диском. У наредних неколико година поставио је неколико чехословачких рекорда. Године 1931. током атлетског митинга у Брну постао је први Чехословак који је поставио светски рекорд у атлетици са 16,04 метара у бацању кугле. Учествовао је на Олимпијским играма 1928., 1932. и 1936. у кугли и диску. Нажалост, стара повреда леђа се поново појавила када је направио свој други покушај на Играма у Лос Анђелесуу. Иако је завршио раније његов резултат је био довољан за бронзану медаљу.

## Значајнији резултати
| Год.                     | Такмичење                | Место                    | Пласман                  | Дисциплина               | Резултат                 |
| Представљао Чехословачку | Представљао Чехословачку | Представљао Чехословачку | Представљао Чехословачку | Представљао Чехословачку | Представљао Чехословачку |
| ------------------------ | ------------------------ | ------------------------ | ------------------------ | ------------------------ | ------------------------ |
| 1928.                    | Олимпијске игре          | Амстердам                | 20.                      | Диск                     | 41,19                    |
| 1932.                    | Олимпијске игре          | Лос Анђелес              |                          | Кугла                    | 15,61                    |
| 1932.                    | Олимпијске игре          | Лос Анђелес              | 15.                      | Диск                     | 42,39                    |
| 1934.                    | Европско првенство       | Торино                   |                          | Кугла                    | 15,18                    |
| 1936.                    | Олимпијске игре          | Берлин                   | 7,                       | Кугла                    | 15,28                    |

### Лични рекорди
| Дисциплина   | резултат | Место | Датум              |
| ------------ | -------- | ----- | ------------------ |
| Бацање кугле | 16,20 м  | Праг  | 24,септембар 1932. |
| Бацање диска | 46,30 м  |       | 1932               |